# Banyarriquer del salze
El banyarriquer del salze o mosca d'olor (Aromia moschata) és una espècie de coleòpter de la família Cerambycidae. Es diferencia en 8 subespècies distribuïdes per Euràsia i nord d'Àfrica. Als Països Catalans hi predomina la subespècie A. m. ambrosiaca, que es diferencia per les seves taques roges del tòrax. Molt vistós, el seu cos és verd metàl·lic i les seves antenes poden superar la llargària del seu cos.

## Història natural
Habita en boscos de ribera i en zones humides on creixin salzes (Salix), fusta de la qual s'alimenten generalment les seves larves. Quan l'adult se sent amenaçat, deixa anar perfum de mesc que té en unes glàndules del mesotòrax, provinent de la transformació de l'àcid salicílic obtingut dels salzes.

## Subespècies
- Aromia moschata ambrosiaca Steven i Sherman, 1809
- Aromia moschata cruenta Bogatschev, 1962
- Aromia moschata jankovskyi Danilevsky, 2007
- Aromia moschata moschata Linnaeus, 1758
- Aromia moschata orientalis Plavilstshikov, 1932
- Aromia moschata sumbarensis Danilevsky, 2007
- Aromia moschata thoracica Fisher, 1824
- Aromia moschata vetusta Jankovsky, 1934